# Schloss Weinberg (Waren)

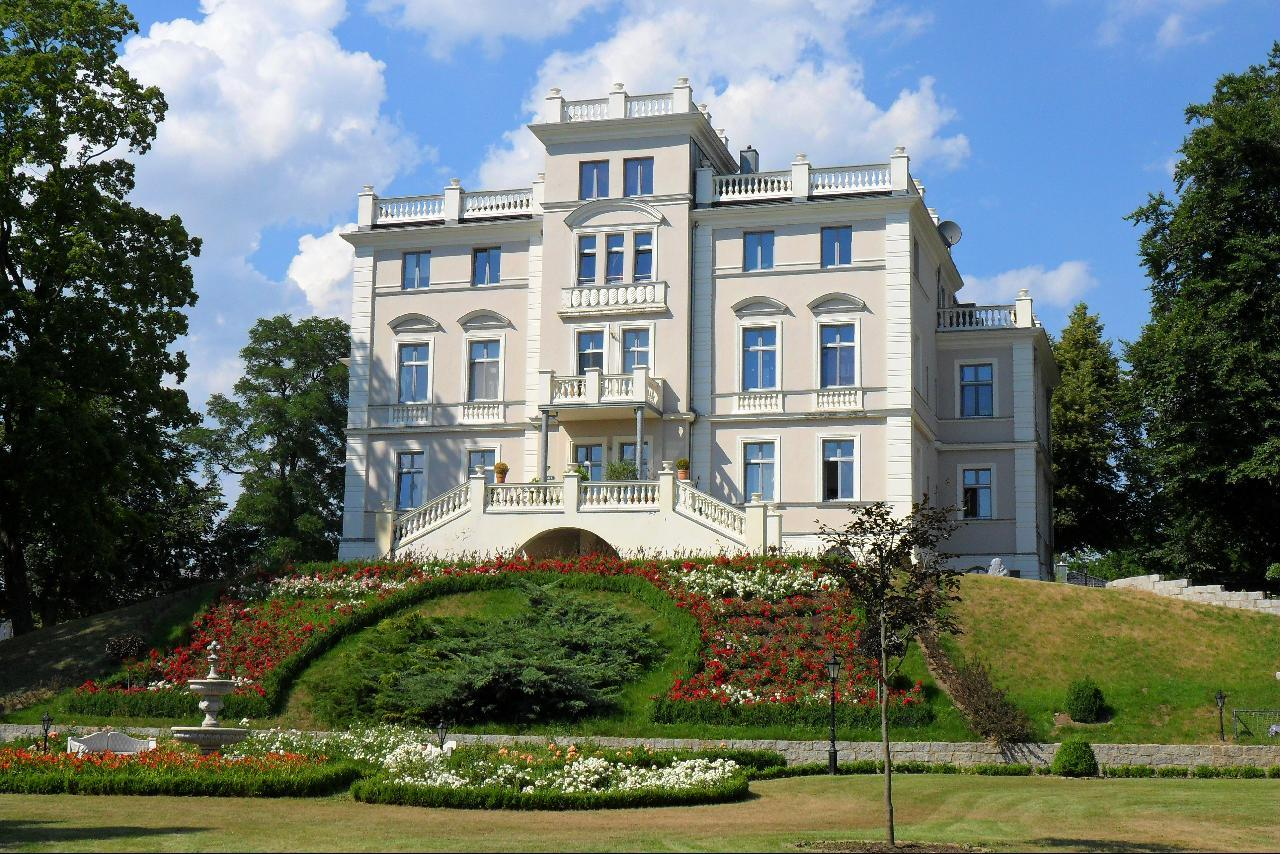
Die Villa „Schloss Weinberg“

Als Schloss Weinberg oder umgangssprachlich  Weinbergschloss wird  eine historistische Villa in Waren (Müritz) in der Bahnhofstraße 26 bezeichnet. Das Haus gilt als eine Sehenswürdigkeit der Stadt.

## Geschichte
Das Schloss Weinberg in Waren an der Müritz wurde in den 1870er Jahren durch den Warener Architekten Gustav Werner erbaut und im Oktober 1875 fertiggestellt. Der Bauherr war Hermann von Maltzan. Im Herbst an Michaelis (29. September) 1875 zog das Naturhistorische Museum Malzaneum in die Räume des Hauses. Nach dem Verkauf des Hauses 1876 musste das Museum wieder ausziehen. Im Jahre 1877 wurde das Haus von Herrmann Bachstein gekauft und Sitz einer Baudirektion der mecklenburgischen Südbahn.
Von 1911 bis 1939 bewohnte der Volkskundler Richard Wossidlo zeitweilig mehrere Wohnungen des Weinbergschlosses, in denen er seine umfangreichen Aufzeichnungen, Bibliotheksbestände sowie sein privates Volkskundemuseum untergebracht hatte. Nachdem die Sammlung zu umfangreich wurde, verkaufte Wossidlo 1912 diese Museumssammlung mit ca. 3400 Exponaten an das Großherzogtum Mecklenburg-Schwerin. 1922 wurde das Museum nach Schwerin überführt und 1936 als Mecklenburgisches Bauernmuseum „Wossidlo-Sammlung“ im Schweriner Schloss der Öffentlichkeit zugänglich gemacht.